# Sumang
Sumang (nepalski: सुभाङ) – gaun wikas samiti we wschodniej części Nepalu w strefie Meći w dystrykcie Panchthar. Według nepalskiego spisu powszechnego z 2001 roku liczył on 954 gospodarstw domowych i 5316 mieszkańców (2714 kobiet i 2602 mężczyzn).